# Масове вбивство під Житомиром
Масове вбивство під Житомиром — кримінальний злочин, скоєний вночі проти 22 травня 2020 поблизу села Новоселиця Попільнянського району на Житомирщині.

## Перебіг подій
На водоймі поблизу села зібралися на риболовлю дев'ятеро чоловіків. Одним з них був орендар цієї водойми, інші — кияни, давні друзі, що неодноразово збиралися там на риболовлю. Серед них — колишні учасники АТО і волонтери.
Всі чоловіки були знайомі між собою і знали орендаря водойми. Після розпивання спиртних напоїв 21 травня шестеро чоловіків лягли спати в невеликій будівлі на березі ставка, двоє залишилися з орендарем, продовжуючи вживати алкоголь.
Близько першої години ночі 22 травня між трьома чоловіками почався конфлікт. Орендарем ставка був 58-літній професійний мисливець, що пішов по зброю та почав розстрілювати інших з власної гладкоствольної мисливської рушниці марки ІЖ.

## Жертви
Орендар ставка убив сімох людей: першими жертвами стали двоє його співрозмовників на березі, далі він вбив п'ятьох людей, що спали. Наймолодшому з убитих було 30 років, найстаршому — 60 років. Один зміг урятуватись, почувши постріли, він втік до лісу, дійшов до села й викликав поліцію. Гості орендаря також мали зброю, під час огляду місця події поліцейські вилучили п'ять одиниць зброї.

### Список жертв
1. старший солдат Андрій Москалець (позивний «Бородатий»),
2. молодший сержант Владислав Мамиченко (позивний «Мальок»),
3. військовослужбовець за контрактом Бригади швидкого реагування старший сержант Віталій Вульчин,
4. боєць з позивним «Фін»,
5. Ескендер Османов (позивний «Ескандер», він же «Український татарин»),
6. Роман Ханенко («Ґедзь»), волонтер, ветеран Батальйону НГУ ім. Сергія Кульчицького,
7. співробітник Київського Національного авіаційного університету Олександр Білоус[5].

## Розслідування
Порушено кримінальну справу (п. 1 ч. 2 ст. 115 КК України — умисне вбивство двох або більше осіб), оголошено про підозру.
Підозрюваний — Анатолій Захаренко, житель Романівського району Житомирської області 1968-го року народження, який займався розведенням риби. За словами його жінки, 22 травня він визнав свою провину.
Підозрюваний за збігом у ці ж дні став фігурантом іншого розслідування: 21 травня Нацполіція Житомирської області затримала підполковника Руслана Мшанецького, начальника Попільнянського відділення Коростишівського відділу поліції ГУ Нацполіції в Житомирській області.
Мшанецький вимагав у 58-річного місцевого жителя (той самий підозрюваний у вбивстві) щомісячний хабар у розмірі 10 тис. грн за «невтручання в діяльність, пов'язану з розведенням риби». Підполковника затримали під час передачі грошей, проти нього порушили кримінальну справу.
Голова Житомирської ОДА Віталій Бунечко назвав маніпуляцією дані про можливий зв'язок між хабарем начальнику райвідділу поліції і вбивством семи осіб.
За іншими даними, до підозрюваного виникли претензії за те, що він здав поліції Мшанецького. Орендар пішов і взяв рушницю, один з опонентів спробував накинутися на нього з ножем, але отримав постріл.
22 травня начальник ГУНП в Житомирській області Юрій Олійник оголосив, що лікар-нарколог зробив висновок, що у крові підозрюваного алкоголю виявлено не було. Було призначено комісійну судову психолого-психіатричну експертизу.
23 травня Корольовський районний суд Житомира обрав Захаренку запобіжний захід у вигляді тримання під вартою до 20 липня без права на внесення застави. На засіданні суду підозрюваний перебував у бронежилеті та шоломі. Підозрюваному планують призначити судово-психіатричну експертизу. Розслідувачами було призначено близько 200 експертиз, було проведено слідчі експерименти й опитано кілька десятків свідків. За попередніми висновками поліції, причиною смерті всіх загиблих стали дробові поранення з пошкодженням внутрішніх органів.
23 червня було оголошено, що підозрюваний на момент злочину усвідомлював свої дії, експерти визнали його осудним.
24 липня начальник ГУНП в Житомирській області Юрій Олійник оголосив про проведення 100 експертиз, які засвідчили, що злочинець усвідомлював свої дії під час злочину, не був у стані алкогольного сп'яніння.